# Mleczaj bladawy
Mleczaj bladawy (Lactarius pallidus Pers.) – gatunek grzybów z rodziny gołąbkowatych (Russulaceae).

## Systematyka i nazewnictwo
Pozycja w klasyfikacji według Index Fungorum: Lactarius, Russulaceae, Russulales, Incertae sedis, Agaricomycetes, Agaricomycotina, Basidiomycota, Fungi.
Po raz pierwszy opisał go w 1797 r. Christiaan Hendrik Persoon i nadana przez niego nazwa naukowa jest ważna i aktualna. Niektóre synonimy naukowe:

- Agaricus pallidus (Pers.) Fr. 1821
- Agaricus pallidus (Pers.) Pers. 1801
- Galorrheus pallidus (Pers.) P. Kumm. 1871
- Lactarius pallidus W. Saunders & W.G. Sm. 1870
- Lactifluus pallidus (Pers.) Kuntze 1891

Polską nazwę podał Franciszek Błoński w 1896 r.

## Morfologia
Kapelusz
Początkowo płaski, wgłębiony w środku, wkrótce lejkowaty, równomiernie blady, mięsistoczerwonawy, tylko młody niekiedy na brzegu niewyraźnie pręgowany; wilgotny, bardzo silnie śluzowato oślizgły, w czasie suszy błyszczący. Do 10, wyjątkowo do 14 cm średnicy.
Blaszki
Mięsiste, ochrowe, lekko plamiste; dosyć gęste.
Trzon
Trochę jaśniejszy od kapelusza, oślizgły, przeważnie dość krótki i wygięty, cylindryczny, wcześnie pusty.
Miąższ
Białawy, u podstawy trzony z ochrorudawym oscieniem i łagodnym mleczkiem o słabym zapachu owocowym.
Wysyp zarodników
Żółtawy.
Cechy mikroskopowe
Podstawki 36–42 × 8–10 µm. Zarodniki 8–9 × 6–7 µm, owalne, wydłużone, pokryte niskimi brodawkami i różnej długości łącznikami. Cystydy liczne, wrzecionowate, zazwyczaj z zaokrąglonymi końcami, występujące zarówno na ostrzu, jak i bokach blaszek.
Gatunki podobne
Mleczaj rudobrązowy (Lactarius hysginus). Ma kapelusz nieco ciemniejszy, barwy cielistej do ochrowoczerwonawej, także oślizgły; wyrasta pod brzozami, wśród traw, jednak jest o wiele rzadziej spotykany. Mleczaj moszczobarwny (Lactarius musteus) występuje w lasach iglastych.

## Występowanie i siedlisko
Najwięcej stanowisk podano w Europie, poza nią nieliczne w Ameryce Północnej i Azji. W Polsce podano wiele stanowisk, a najbardziej aktualne stanowiska podaje internetowy atlas grzybów. Znajduje się w nim na liście gatunków zagrożonych i wartych objęcia ochroną.
Naziemny grzyb mykoryzowy występujący w lasach liściastych, na ziemi, przede wszystkim pod bukami.